# Trójkąt na Rodos
Trójkąt na Rodos (ang. Triangle at Rhodes) – jedna z przygód Herkulesa Poirota, napisana przez Agathę Christie. Rozwinięciem tego opowiadania jest powieść Zło, które żyje pod słońcem (1941).

## Opis fabuły
Herkules Poirot spędza wakacje na Rodos. W hotelu, gdzie się zatrzymał, sensację wśród gości wywołuje przybycie pięknej i sławnej Valentine. Kobieta, która przypłynęła na wyspę w towarzystwie piątego męża, jeszcze tego samego dnia rozpoczyna flirt z innym mężczyzną. Wakacje Herkulesa Poirota dobiegają końca, jednak przed powrotem do domu będzie musiał rozwiązać zagadkę śmierci Valentine.